# Alpbach (Äschlisbach)
Der Alpbach, auch Alpech genannt, ist der rund 4 Kilometer lange, südöstliche und linke Quellbach des Äschlisbachs im Schweizer Kanton Luzern. Er ist dessen Nebenstrang und ein mittelsteiles, mittleres Fliessgewässer der montanen, karbonatischen Alpennordflanke.

## Geographie

### Verlauf
Der Alpbach entspringt auf etwa 1345 m ü. M. nordöstlich von Herbrig.
Er fliesst zunächst in nordnordwestlicher Richtung durch ein zum grössten Teil bewaldetes Tal und nimmt dabei auf seiner rechten Seite zwei namenlose Bäche auf. Ab Zopfweidli läuft er dann überwiegend durch Wiesen und Weiden. Beim Weiler Zopf biegt er nach Westsüdwesten ab und zieht dann an Ober Chrummenegg, Under Chrummenegg und Alpach vorbei. Nördlich von Gigen fliesst ihm auf seiner rechten Seite der Lückegraben zu.
Bei Längried, kurz nach Gigen, fliesst er schliesslich mit dem Lombach zum Äschlisbach zusammen.

### Einzugsgebiet
Der Alpbach entwässert ein 2,96 Quadratkilometer grosses Gebiet im oberen Entlebuch über den Äschlisbach, die Ilfis, die Emme, die Aare und den Rhein zur Nordsee.
Es besteht zu 52,3 % aus bestockter Fläche, zu 39,2 % aus Landwirtschaftsfläche, zu 6,0 % aus Siedlungsfläche und zu 2,5 % aus unproduktiven Flächen.
Die Flächenverteilung
Die mittlere Höhe des Einzugsgebietes beträgt 1104,5 m ü. M. Die höchste Erhebung ist der Beichlen mit einer Höhe von 1744 m ü. M. im Südosten des Einzugsgebietes.

### Zuflüsse
- Lückegraben (rechts), 1,6 km